# Margattea semicircularis
Margattea semicircularis (лат.) — вид тараканов рода Margattea из семейства Ectobiidae (в составе подсемейства Pseudophyllodromiinae или в отдельном семействе Pseudophyllodromiidae). Эндемик Китая.

## Этимология
Видовое название происходит от латинского слова semicircularis, которое указывает на то, что межгрифельковый (styli) край имеет полукруглый выступ.

## Распространение
Встречается в Китае (Гуйчжоу).

## Описание
Тело небольшое (около 1 см), желтовато-коричневое. Этот вид в целом похож на Margattea spinifera Bey-Bienko, 1958a, но может быть отличим от него по следующим признакам: 1) левый фалломер с двумя небольшими шипами, в то время как у последнего левый фалломер с тремя шиповидными отростками; 2) акцессорный склерит I дугообразный, левый конец тригонатный, в то время как у последнего акцессорный склерит I дугообразный, левый конец расширен с пушком; 3) акцессорный склерит II длинный поперечный и с двумя ламеллярными структурами с рядом шипов, в то время как у последнего без других акцессорных склеритов. Межоцеллярное расстояние немного шире расстояния между глазами, уже расстояния между усиковыми впадинами. Пятый нижнечелюстной пальмомер расширен, третий и четвёртый пальмомер оба длиннее пятого. Переднеспинка субэллиптическая, шире длины, диск обычно с симметричными макулами и полосами. Надкрылья и задние крылья полностью развиты. Вид был впервые описан в 2024 году китайскими энтомологами из Southwest University (Чунцин, Китай).